# Ніфльгейм

Картина всесвіту в скандинаській міфології

Ніфльгейм (давньоскан. Niflheim), або Туманний світ — один з дев'яти світів у скандинавській міфології, земля льоду і туману, яку населяють льодові велетні. Ніфльгейм розташовувався на північ від Великої Безодні (Гіннунгагап) та є одним з першосвітів разом із Вогняним світом (Муспельгейм).

## Етимологія
Ніфльгейм дослівно означає «туманний світ», та походить від старішої давньоскандинавської назви Niflheimr, або ісландської Niflheimur, де nifl означає туман, а heimr («країна», «земля», «світ»).

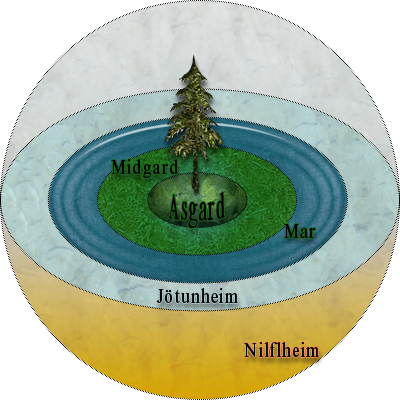
Розташування Ніфльгейму згідно зі скандинавською космологією

## Ніфльгейм у скандинавському контексті
Ніфльгейм є однією з головних сфер скандинавської космології та належить до складної релігійної, міфологічної та космологічної системи вірувань, яку поділяють скандинавські та германські народи. Ця міфологічна традиція розвивалася в період від перших проявів релігійної та матеріальної культури приблизно в 1000 р. до н. е., до християнізації території. У цій структурі скандинавська космологія постулює всесвіт, розділений на дев'ять взаємопов'язаних сфер у трьох Світах: Світ Богів, до якого належали Асгард, Ванагейм і Альвгейм, Світ Смертних, що включає Йотунгейм, Мідгард та Сварталфархеймр, і Нижній Світ, до якого належить Ніфльгейм, Гельгейм та Муспельгейм. Ці три світи підтримувалися величезним деревом Іггдрасілль. Світ Богів розташований серед верхніх гілок дерево, Світ Смертних знаходиться посередині, оточеним непрохідним морем, а Нижній світ розташовувався серед його коріння.
Ніфльгейм знаходиться у третьому, Нижньому Світі. Згідно з віруваннями, цитадель Ніфльгейму мала високі стіни і неприступні ворота до Хелю, де ті, хто не потрапляє до Вальгалли, були приречені на вічність.

## Опис
Ніфльгейм існував за багато століть до створення землі та знаходився далеко на півночі. Він вважається одним з двох первозданних світів, разом зі світом вогню, Муспельгеймом. Він описується як холодне та темне місце, вкрите вічним туманом та льодовиками. Посеред Ніфльгейму знаходиться джерело Гвергельмір, одне з джерел мудрості, з якого витікало дванадцять потоків, з яких Гйол був найближчим до Хельських воріт. З Гвергельміра, розташованого в Ніфльгеймі, походять річки, які живлять Іггдрасілль, світове дерево, що утримує всі світи міфології.

## У культурі

### Музика
- Шведська блек-метал група Nifelheim, утворена в 1990 році.

- Пісня Nifelheim шведського симфо-метал гурту Therion випущена 2001 року оспівує суворий світ Ніфльгейму

### Відеоігри
- Імперія Ніфльгейм — держава у світі Еос у Final Fantasy XV
- Ніфльгейм є однією з локацій в Ragnarok Online.
- Ніфльгейм згадується у грі Tomb Raider: Underworld.
- В грі God of War гравець має можливість відвідати локацію Ніфльгейм.
- Ніфльгейм — локація у грі Assassin's Creed Valhalla.

### Кінематограф
- У всесвіті Marvel Comics Ніфльгейм — один з дев'яти світів.